# Beniamino Gigli

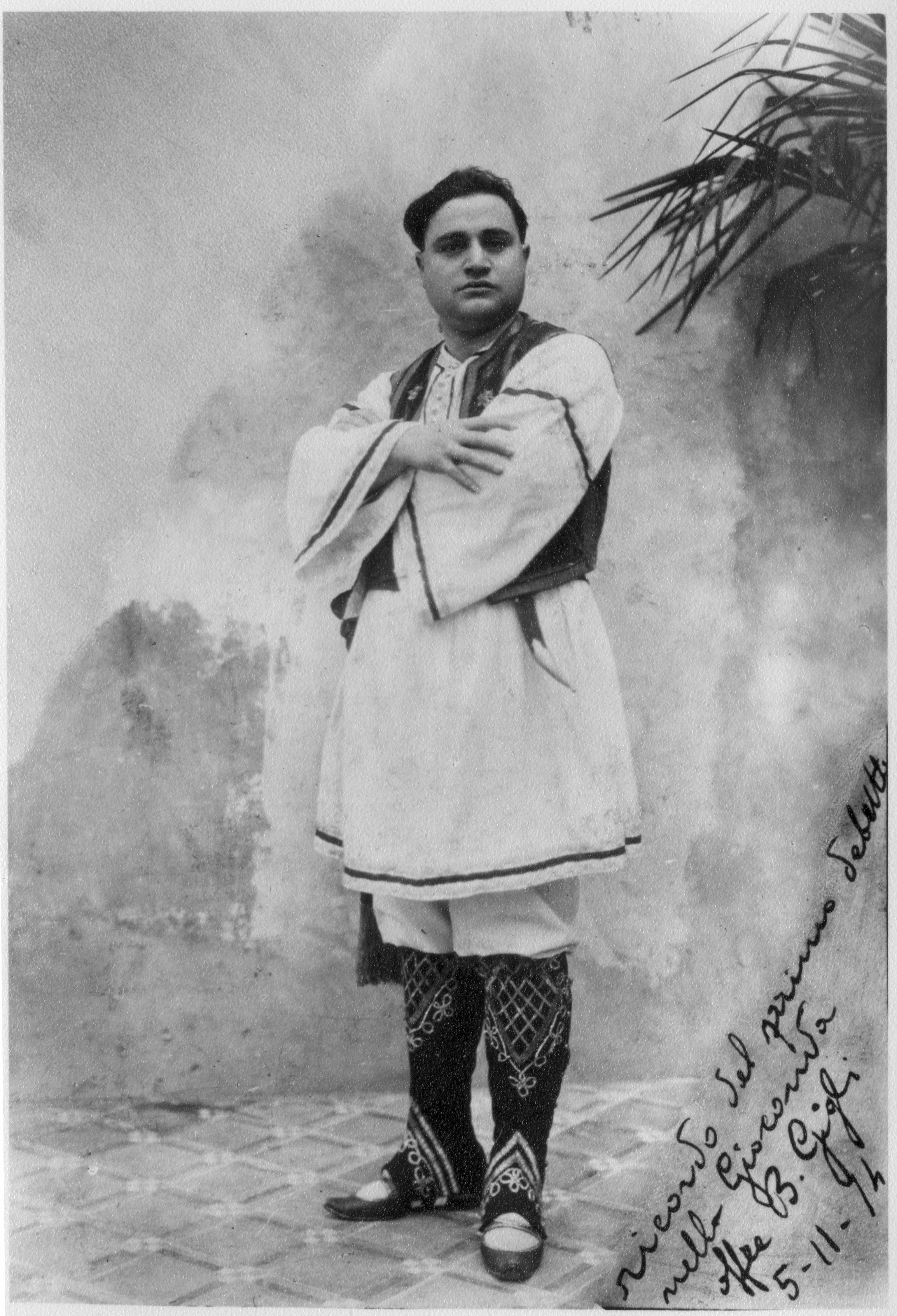
Gigli în opera La Gioconda de Ponchielli (1914)

Beniamino Gigli (n. 20 martie 1890, Recanati, Marche, Regatul Italiei – d. 30 noiembrie 1957, Roma, Italia) a fost un tenor și actor italian, deseori privit ca unul dintre cei mai mari tenori al tuturor timpurilor, fiind considerat succesorul legitim al lui Enrico Caruso.
Datorită măiestriei sale interpretative și al timbrului cald al vocii sale, a dobândit o popularitate internațională. A obținut roluri principale îndeosebi în operele compozitorilor italieni și francezi, cântând pe marile scene ale lumii. A fost un remarcabil interpret și de canțonete și de muzică preclasică italiană.

## Filmografie selectivă
- 1935 Non ti scordar di me, regia Augusto Genina
- 1936 Sinfonie di cuori (Du bist mein Glück), regia Karl Heinz Martin
- 1937 Mutterlied, regia Carmine Gallone
- 1936 Ave Maria, regia Johannes Riemann
- 1938 Giuseppe Verdi, regia Carmine Gallone
- 1938 Solo per te, regia Carmine Gallone
- 1939 Marionette, regia Carmine Gallone
- 1939 Casa lontana, regia Johannes Meyer
- 1940 Ritorno, regia Géza von Bolvary
- 1940 Traummusik, regia Géza von Bolváry
- 1941 Mamma, regia Guido Brignone
- 1942 Vertigine, regia Guido Brignone
- 1943 Silenzio, si gira!, regia Carlo Campogalliani
- 1943 I pagliacci, regia Giuseppe Fatigati
- 1943 Lache Bajazzo, regia Leopold Hainisch
- 1946 Voglio bene soltanto a te, regia Giuseppe Fatigati
- 1948 Follie per l'opera, regia Mario Costa
- 1949 Una voce nel tuo cuore, regia Alberto D'Avers
- 1950 Taxi di notte, regia Carmine Gallone
- 1950 Soho Conspiracy, regia Cecil H. Williamson